# Palacio de Ishak Pachá

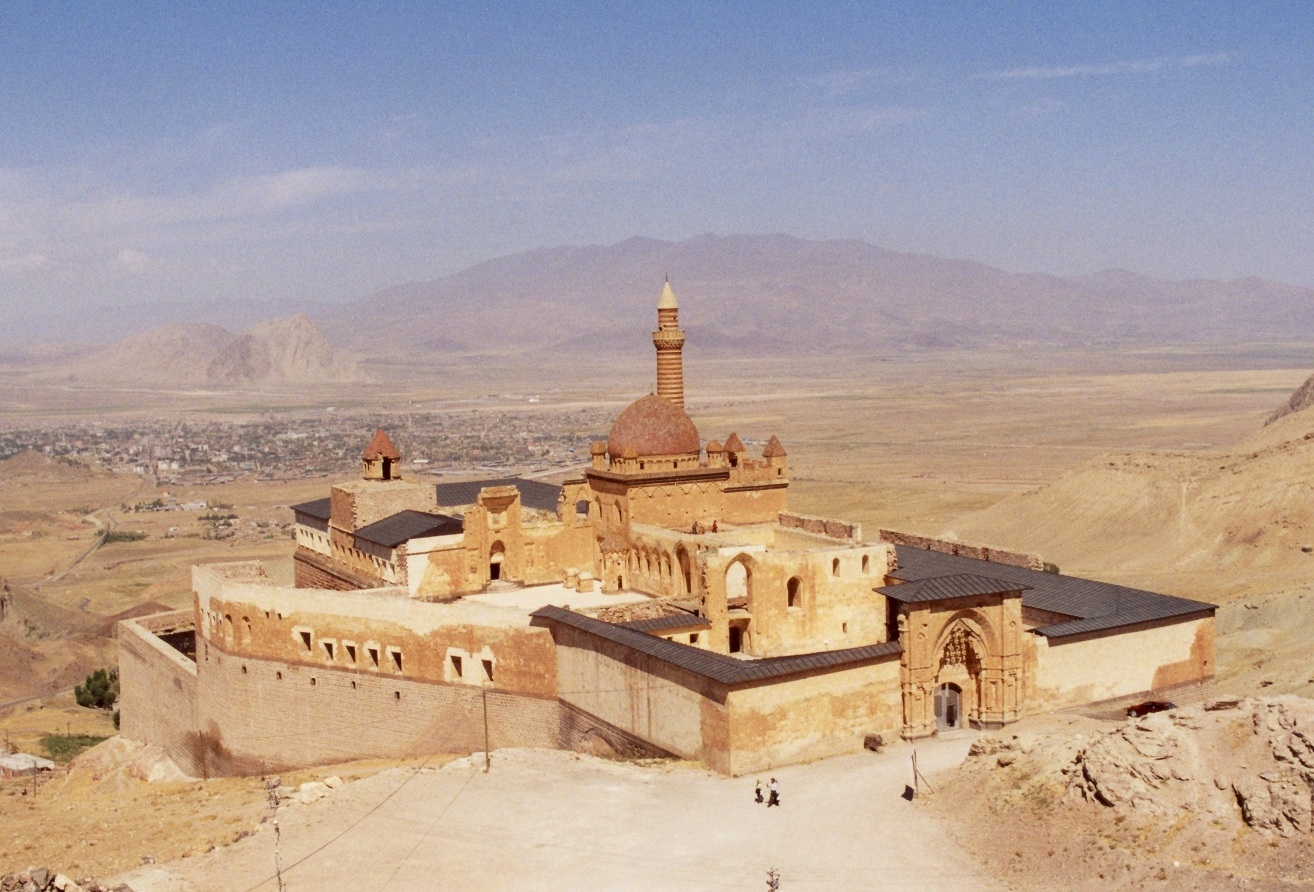
Vista del conjunto

El palacio de Ishak Pachá (en turco: İshak Paşa Sarayı) es un palacio parcialmente en ruinas y un complejo administrativo ubicado en el distrito de Dogubeyazit de la provincia de Agri al este de Turquía.
El Palacio de Ishak Pasha es un edificio del período otomano cuya construcción se inició en 1685 por parte de Colak Abdi Pachá, el bey de la provincia de Beyazit, fue continuada por su hijo Ishak Pachá y completada por su nieto Mehmet Pachá.